# Jozef Cuyvers
Jozef (Jo) Cuyvers (Duffel, 1 maart 1947 - Gent, 8 april 2020) was een Belgisch politicus en voormalig volksvertegenwoordiger en senator.

## Levensloop
Hij werd beroepshalve leraar.
Cuyvers werd politiek actief voor de Vlaamse groene partij Agalev. Voor deze partij zetelde hij van december 1987 tot november 1991 als verkozene voor het arrondissement Oudenaarde in de Kamer van volksvertegenwoordigers. In de periode februari 1988-november 1991 had hij als gevolg van het toen bestaande dubbelmandaat ook zitting in de Vlaamse Raad. De Vlaamse Raad was vanaf 21 oktober 1980 de opvolger van de Cultuurraad voor de Nederlandse Cultuurgemeenschap, die op 7 december 1971 werd geïnstalleerd, en was de voorloper van het huidige Vlaams Parlement. Daarna zetelde hij van 1991 tot 1995 in de Senaat als provinciaal senator voor Antwerpen.
Hij is oprichter van de afdeling van de ecologisten in Zwalm, waar hij van 2007 tot 2017 lid van de OCMW-raad en de Minaraad was.